# Aristolochia leuconeura
Aristolochia leuconeura Linden – gatunek rośliny z rodziny kokornakowatych (Aristolochiaceae Juss.). Występuje naturalnie w Kostaryce, Panamie oraz Kolumbii.

## Morfologia
PokrójPnącze o trwałych i zdrewniałych pędach.
LiścieMają owalny lub podłużnie owalny kształt. Mają 10–17 cm długości oraz 7–15 cm szerokości. Nasada liścia ma sercowaty kształt. Całobrzegie, ze spiczastym wierzchołkiem. Ogonek liściowy jest owłosiony i ma długość 10–12 cm.
KwiatyZebrane są w gronach. Mają czerwono-purpurową barwę i 5–7 cm długości. Mają wygięty kształt.
OwoceTorebki o cylindrycznym kształcie. Mają 14–20 cm długości.

## Biologia i ekologia
Rośnie w lasach wigotnych. Występuje na terenach nizinnych.